# 더 파크랜드
《더 파크랜드》(Parkland)는 2013년 공개된 미국의 시대극 영화이다. 1963년 존 F. 케네디 암살 사건 이후 발생한 혼란스러운 사건을 자세히 설명한다. 이 영화는 감독 데뷔작인 피터 랜데스만이 각본과 감독을 맡았으며 플레이톤의 톰 행크스와 게리 게츠먼, 빌 팩스턴, 익스클루시브 미디어의 나이젤 싱클레어와 매트 잭슨이 제작을 맡았다. 이 영화는 빈센트 부글리오시의 2008년 저서 "Reclaiming History Four Days in November: The Assassination of President John F. Kennedy"를 원작으로 한다.

## 줄거리
영화 '파크랜드'는 존 F. 케네디 대통령 암살 사건 직후 혼란스러운 상황에 놓인 평범한 사람들의 다양한 시각을 교차하여 보여준다. 댈러스 파크랜드 병원의 젊은 의사와 간호사들은 갑작스럽게 대통령의 죽음을 마주하고 혼란에 빠진다. 암살 당시 현장을 촬영한 한 시민은 역사적으로 가장 유명한 홈비디오를 남기게 되고, FBI 요원들은 사건 발생 전 리 하비 오스왈드를 만났던 사실을 알게 된다. 오스왈드의 형은 가족이 겪는 비극적인 상황을 감당해야 하고, 케네디 대통령 경호팀은 대통령의 죽음과 부통령 린든 존슨의 대통령 승계 과정을 목격한다. 이처럼 영화는 여러 인물들의 이야기를 통해 케네디 대통령 암살 사건 전후의 혼란과 개인적인 고통을 생생하게 묘사하며, 역사적 사건 뒤에 숨겨진 인간적인 면모들을 조명한다.

## 배역
- 제임스 배지 데일 - 로버트 에드워드 리 오즈월드 주니어 역
- 잭 에프론 - 찰스 제임스 캐리코 역
- 재키 얼 헤일리 - 오스카 휴버 역
- 콜린 행크스 - 맬컴 소 페리 역
- 데이비드 하버 - 제임스 고든 섕클린 역
- 마샤 게이 하든 - 도리스 넬슨 역
- 론 리빙스턴 - 제임스 피 호스티 역
- 제러미 스트롱 - 리 하비 오즈월드 역
- 빌리 밥 손턴 - 포리스트 소럴스 역
- 재키 위버 - 마거릿 오즈월드 역
- 톰 웰링 - 로이 켈러먼 역
- 폴 지어마티 - 에이브러햄 재프루더 역
- 데이나 휠러니컬슨 - 릴리언 재프루더 역
- 빗시 툴로치 - 메릴린 시츠먼 역
- 브렛 스티멀리 - 존 F. 케네디 역
- 캣 스테펀스 - 재클린 케네디 역
- 길 벨로스 - 데이비드 파워스 역
- 숀 맥그로 - 린든 B. 존슨 역
- 로리 코크레인 - 얼 로즈 역
- 마크 듀플래스 - 케네스 오도널 역
- 지미 데일 길모어 - 손더스 역
- 맷 바 - 폴 미컬슨 역
- 조너선 브렉 - 윈스턴 로슨 역
- 게리 그러브스 - 켐프 클라크 역
- 브라이언 뱃 - 맬컴 킬더프 역
- 글렌 모샤워 - 마이크 하워드 역
- 아르만도 구티에레스 - 글렌 맥브라이드 역